# Todorići
Todorići är en ort i Bosnien och Hercegovina.   Den ligger i entiteten Republika Srpska, i den södra delen av landet, 130 km söder om huvudstaden Sarajevo. Todorići ligger 293 meter över havet och antalet invånare är 274.
Terrängen runt Todorići är huvudsakligen kuperad. Todorići ligger nere i en dal. Närmaste större samhälle är Trebinje, 2,6 km norr om Todorići. 
Trakten runt Todorići består i huvudsak av gräsmarker. Runt Todorići är det ganska tätbefolkat, med 67 invånare per kvadratkilometer.